# Бася (певица)
Барбара Станислава Тшетшелевская (пол. Barbara Stanisława Trzetrzelewska) [ˈBaɕa tʂɛtʂɛˈlɛfska] — более известная как Бася (род. 30 сентября 1954 года), польская певица, автор песен и музыкант, увлекается латинской джазовой поп-музыкой.

## Биография
Бася родилась в 1954 году в Польше, в городе Явожно. Выросшая в музыкальной семь Бася любила петь с раннего возраста и имела обширную коллекцию виниловых пластинок. Мать же давала ей уроки игры на фортепиано.
В 1969 году Бася дебютировала в качестве вокалиста в местной группе Astry и выступила с ней на национальном фестивале бит-авангарда в Калише, где они заняли первое место. Бася собиралась изучать математику в Ягеллонском университете, но в конце концов занялась физикой. В первый год курса к ней обратился менеджер популярной польской женской группы Alibabki, который предложил ей выступить с группой. Бася приняла предложение, бросила университет и выступала с ними с 1972 по 1974 год. В 1976 году Бася принимала участие в национальном фестивале польской песни в Ополе как солист, но безуспешно. С 1977 по 1979 год она выступала в польской рок-группе Perfect, исполняя каверы популярных песен в польском общественном центре в Чикаго.
Бася переехала в Лондон со своим партнёром в январе 1981 года и записала демо-треки для разных артистов. Именно там она встретила Дэнни Уайта (брата джазового гитариста Питера Уайта) и его коллегу Марка Рейли. Трио выступало в 1983 году как Бронза, но позже изменило название на Matt Bianco . Их дебютный альбом Whose Side Are You On? (На чьей стороне ты?) был выпущен в 1984 году и стал хитом по всей Европе.
К 1986 году Бася и Дэнни Уайт покинули группу, чтобы выступать сольно. Она подписала контракт с Epic Records и в период с 1987 по 1995 год сделала успешную международную карьеру, особенно в США, где её первые два альбома были сертифицированы Ассоциацией звукозаписывающей индустрии Америки в ноябре 1989 года как платиновые, то есть проданные только на территории страны в количестве одного миллиона копий. По всему миру они разошлись тиражом почти в 2 миллиона экземпляров.
У Баси было много поклонников в Японии и на Филиппинах. Она сделала долгий перерыв из-за личных трагедий, а затем вернулась к регулярной записи и выступлениям в конце 2000-х. В настоящее время[когда?] она выпускает свою музыку через независимые лейблы.

## Личная жизнь
У Баси есть сын Миколай, родившийся в конце 1970-х годов. С 1991 года она живёт с музыкантом Кевином Робинсоном (член Simply Red) в пригороде Лондона. У Баси также есть дом в её родном городе Явожно в Польше. Имеет двойное гражданство — польское и британское.

## Дискография
- 1987: Time and Tide
- 1990: en:London Warsaw New York
- 1994: en:The Sweetest Illusion
- 1995: en:Basia on Broadway
- 1998: en:Clear Horizon – The Best of Basia
- 2009: en:It's That Girl Again
- 2011: en:From Newport to London: Greatest Hits Live ... and More
- 2018: Butterflies